# Вулиця Ганкевича
Ву́лиця Ганке́вича — вулиця у Залізничному районі Львова на Левандівці. Сполучає вулиці Повітряну та Алмазну. Прилучається вулиця Папоротна. Нумерація будинків ведеться від вулиці Повітряної. Вулиця на всій довжині проходить повз парк біля Левандівського озера, тому з парного боку не має будинків. Вулиця асфальтована, хідників немає.

## Історія
Прокладена 1957 року, мала первісну назву Дружинна. 1993 року перейменована на честь українського журналіста та редактора, члена Української Національної Ради ЗУНР Лева Ганкевича. 
Забудова: житлові двоповерхові будинки барачного типу кінця 1950-х — початку 1960-х років.